# Colby Lange
Pour les articles homonymes, voir Lange.
Colby Lange (né le 21 ou le 29 mars 1999) est un coureur cycliste américain. Il participe à des compétitions sur route et sur piste. 

## Biographie
Dans sa jeunesse, Colby Lange pratique le ski alpin et le cyclisme. En 2015, il est champion des États-Unis chez les moins de 16 ans dans les deux sports, à savoir le Super-G et le contre-la-montre individuel. À 18 ans, il abandonne le ski et se concentre sur le cyclisme. En 2017, chez les juniors (17/18 ans), il est champion des États-Unis du critérium et décroche deux titres nationaux sur piste, en poursuite par équipes et sur la course scratch.
Sur piste, il court rapidement avec l'équipe nationale chez les élites, notamment en poursuite par équipes. Il est membre de l'équipe victorieuse aux championnats panaméricains en 2018 et termine deuxième à la manche de Coupe du monde à Hong Kong au début de l'année 2019. La pandémie de covid-19 provoque une interruption dans sa carrière et il ne reprend les compétitions de haut niveau qu'en 2022. Sur piste, il remporte plusieurs titres de champion des États-Unis, ainsi que plusieurs médailles de bronze aux championnats et Jeux panaméricains en 2023. Il a représenté les États-Unis à plusieurs reprises aux championnats du monde, sans résultats notables.
En cyclisme sur route, il est membre de plusieurs équipes continentales UCI à partir de 2019 et participe principalement à des courses aux États-Unis.

## Palmarès sur piste

### Championnats du monde
- Pruszków 2019
  - 11e de la poursuite par équipes[3]

### Coupe du monde
- 2018-2019
  - 2e de la poursuite par équipes à Hong Kong

### Championnats panaméricains
- Aguascalientes 2018
  -  Médaillé d'or de la poursuite par équipes (avec Ashton Lambie, Gavin Hoover et Eric Young)
  -  Médaillé d'argent de la poursuite individuelle
- San Juan 2023
  -  Médaillé de bronze de la course aux points

### Jeux panaméricains
- Santiago 2023
  -  Médaillé de bronze de la poursuite par équipes
  -  Médaillé de bronze de l'américaine

### Championnats nationaux
- 2017
  -  Champion des États-Unis de poursuite par équipes juniors (avec Riley Sheehan, Kendrick Boots et Justin Butsavage)
  -  Champion des États-Unis de scratch juniors
  - 2e du championnat des États-Unis de poursuite juniors
- 2018
  - 2e du championnat des États-Unis de poursuite par équipes
  - 2e du championnat des États-Unis de course aux points
- 2019
  -  Champion des États-Unis de poursuite par équipes (avec Ashton Lambie, Grant Koontz et Shane Kline)
  - 2e du championnat des États-Unis du scratch
- 2022
  -  Champion des États-Unis de l'américaine (avec Tristan Manderfeld)
- 2023
  -  Champion des États-Unis de course aux points
  -  Champion des États-Unis de scratch
  - 2e du championnat des États-Unis de l'omnium
  - 2e du championnat des États-Unis de poursuite par équipes

## Palmarès sur route
- 2017
  -  Champion des États-Unis du critérium juniors
- 2019
  - Boulder Roubaix Road Race
  - The DFC Crit